# 1233
Cette page concerne l'année 1233  du calendrier julien. Pour l'année 1233 av. J.-C., voir 1233 av. J.-C.
L'année 1233 est une année commune qui commence un samedi.

## Événements

### Asie
- 29 mai[1] : prise de Kaifeng, capitale des Jin par le général mongol Subötai. La ville est épargnée grâce à l’intervention de Yelü Chucai.

### Proche-Orient
- Les Mongols de Tchormaghan entrent en Arménie et s’emparent de plusieurs villes dont ils massacrent la population, comme à Maragha. Tabriz échappe au massacre en envoyant de riches présents à Tchormaghan et à Ögödei[2].

### Europe
- 27 février : en France, disparition et réapparition du saint clou conservé dans l'abbaye de Saint-Denis[3].
- 13 avril : premiers inquisiteurs nommés par la papauté en France parmi les Frères prêcheurs[4]. Robert le Bougre est nommé en Bourgogne. La juridiction nouvelle est étendue au royaume de France et aux régions voisines. Elle sera bientôt connue sous le nom d'Inquisitio hereticae pravitatis.
- 20 avril : le pape informe les archevêques qu'il choisit les Frères Prêcheurs pour combattre l'hérésie.
- 22 avril : le pape confie au provincial de Provence le soin de désigner plusieurs religieux pour remplir la mission de l'Inquisition, qui doit s'appliquer également aux provinces de Vienne, Arles, Aix et Embrun. L'archevêque de Vienne, Jean de Bernin, mettra en place, avant la fin de l'année, des tribunaux à Avignon, Montpellier et Toulouse.
- 30 juillet : assassinat près de Marbourg en Allemagne du grand inquisiteur Conrad de Marbourg institué par le pape[5].
- 28 décembre[6] : Chełmno et Toruń obtiennent une charte communale.

- Traité de Novgorod avec les Allemands[7].
- Arsenije I de Syrmie succède à Sava à la tête de l'Église orthodoxe serbe après son abdication et son départ en Terre-Sainte[8]. La ville de Peć, en Métochie, est choisie pour devenir le siège du premier archevêché serbe (sous la juridiction de Constantinople).
- En Angleterre, enquête menée par l’archidiacre de Lincoln sur la limitation des lieux de résidence des Juifs[9].
- Les livres de Maïmonide sont brûlés par l’Inquisition à Montpellier ou à Paris à la suite d’une violente controverse entre Juifs en Espagne et dans le Sud de la France[10].
- Hardouin IV de Maillé, baron de Maillé, seigneur de Rillé, est nommé sénéchal du Poitou[11].
- Le gibet de Montfaucon est utilisé pour la première fois comme lieu d'exécution à Paris[12].